# Masato Uchishiba
Masato Uchishiba (em japonês: 内柴 正人; Koushi, 17 de junho de 1978) é um judoca japonês que ganhou a medalha de ouro de nos Jogos Olímpicos de Atenas em 2004 e Pequim em 2008, ambas na categoria até 66 kg. Uchishiba derrotou na final de 2004 o atleta eslovaco Jozef Krnáč e o francês Benjamin Darbelet quatro anos depois.
Em 2005, Uchishiba ficou em segundo lugar no Campeonato Mundial de Judô, realizado no Cairo, ao perder na final com o brasileiro João Derly.